# (74224) 1998 SX1
(74224) 1998 SX1 – planetoida z pasa głównego asteroid okrążająca Słońce w ciągu 4,33 lat w średniej odległości 2,66 j.a. Odkryta 16 września 1998 roku.